# Blossom’s Inn

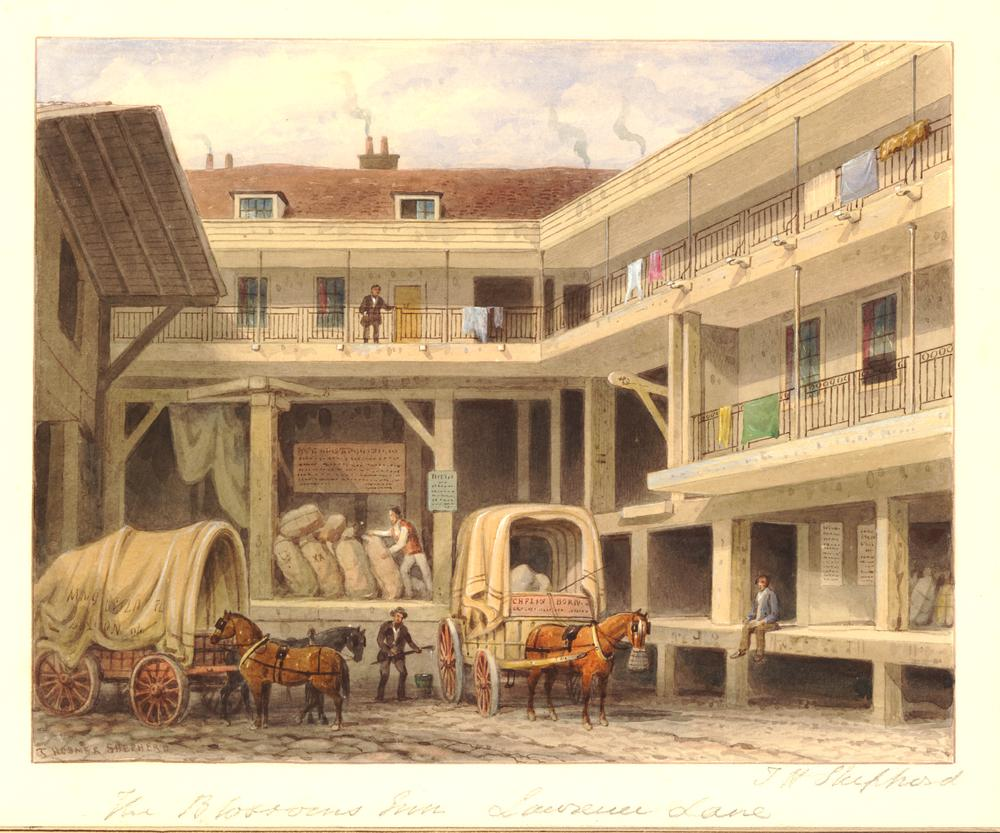
Blossom’s Inn von Thomas H. Shepherd, 1850

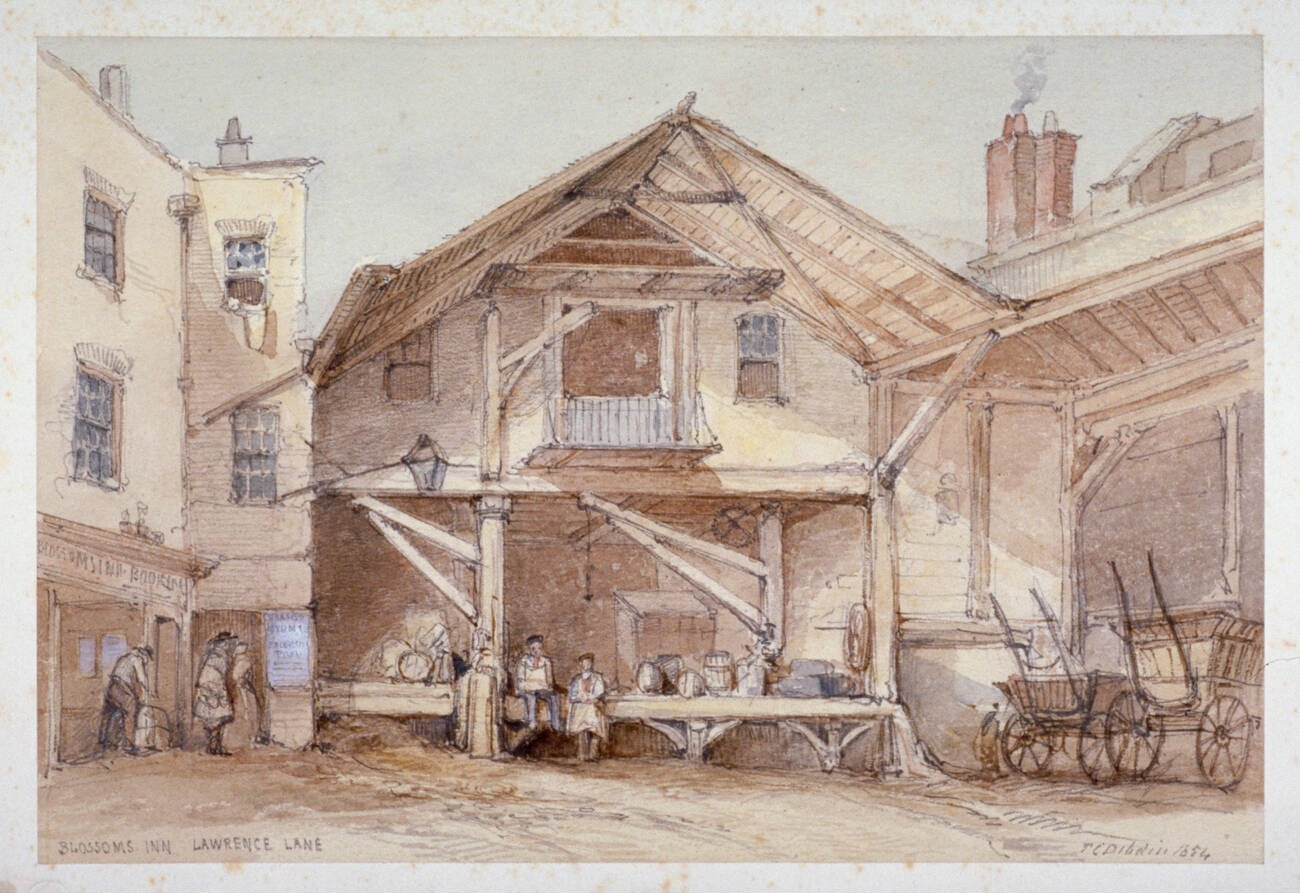
Blossom’s Inn von Thomas Colman Dibdin, 1854

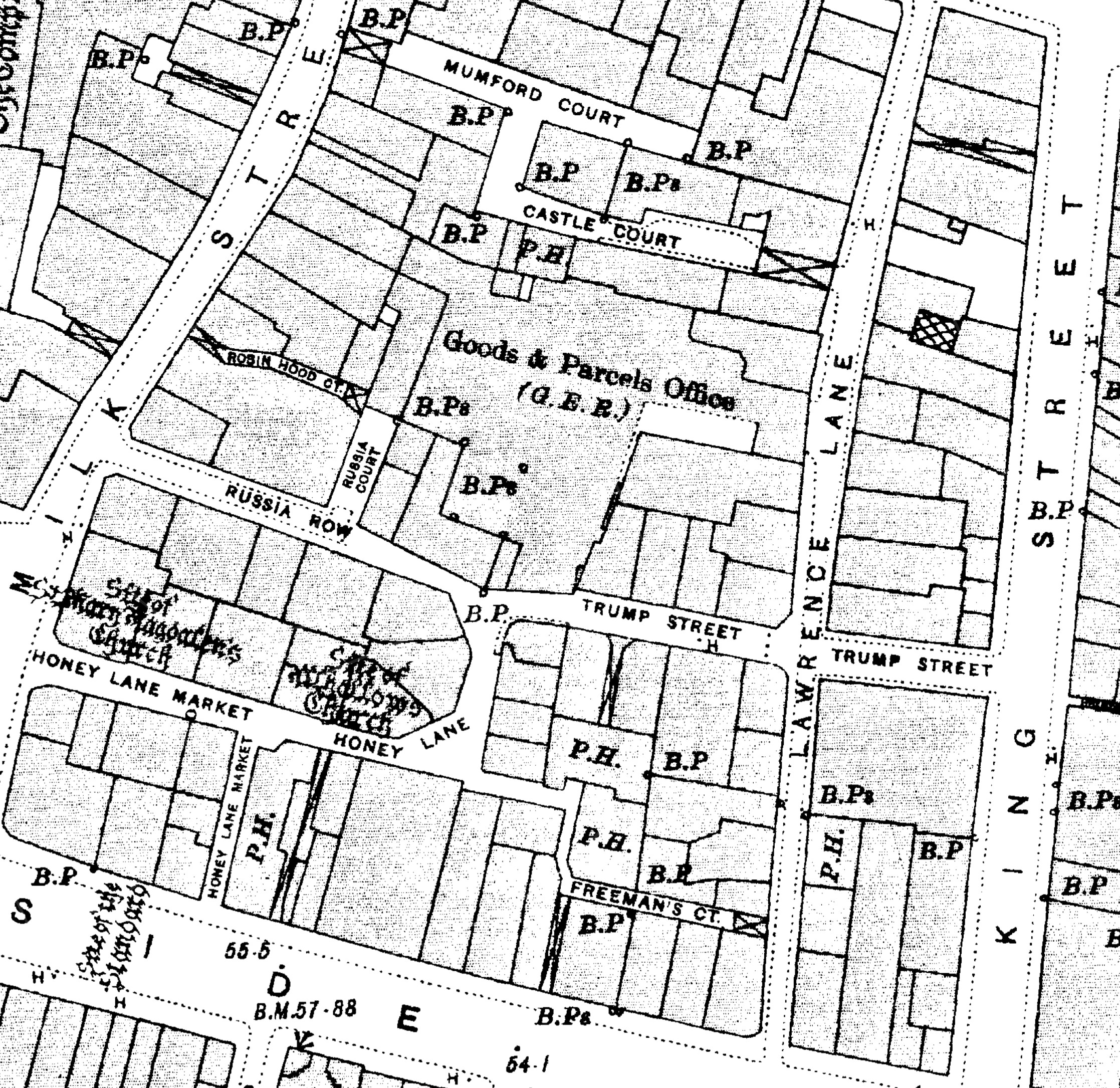
Die Stätte des Blossom’s Inn (Mitte) ist auf der Karte des Ordnance Survey von 1916 als das Goods & Parcels Office der Great Eastern Railway eingezeichnet.

Blossom’s Inn war eine Kneipe in der Lawrence Lane in der City of London, die vom 14. Jahrhundert bis 1855 bestand. Sie wurde zu einer wichtigen Postkutschenstation und für die Fuhrleute zum Umschlagplatz für Güter. Im 19. Jahrhundert wurde der Pachtvertrag gekauft, und das Inn wurde zu einem Paketdepot der Great Eastern Railway. Der Name wurde Ende des 20. Jahrhunderts verwendet für ein großes Bauprojekt, und an der Stelle befindet sich heute der Gebäudekomplex 30 Gresham Street.

## Name
Das Gasthaus hat seinen Namen nach seinem Gasthausschild, das den Heiligen Laurentius zeigt, der von Weißdornblüten (= blossoms) eingerahmt ist; diese waren ein traditioneller Schmuck für solche Schilder. Allerdings gibt es vom Namen zahlreiche Varianten, darunter auch Bosom’s Inn. Diese Namen sind entweder Falschschreibungen zu „blossom“ oder beziehen sich möglicherweise phantasievoll auf Thomas Deloney, dessen Thomas of Reading sagt nämlich: „Unsere fröhlichen Tuchmacher behielten ihren Mut und gingen zu Bosom’s Inn, so genannt nach einem schmierigen alten Kerl, der immer mit seinem Kopf in seinem Busen stupste.“ „Our jolly clothiers kept up their courage and went to Bosom’s Inn, so called from a greasy old fellow who always went nudging with his head in his bosom…“ Ben Jonson verwendete diese Schreibweise in Christmas, His Masque in den Zeilen: „Aber jetzt kommt Tom von Bosoms Gasthaus, und er stellt König Hofnarr vor.“ „But now comes Tom of Bosom’s Inn, and he presenteth Misrule“.

## Fuhrleute
Als der deutschrömische Kaiser Karl V. 1522 Heinrich VIII. besuchte, war das Gasthaus verzeichnet mit zwanzig Betten und sechzig Stallplätzen für Pferde. Im 16. Jahrhundert wurde das Gasthaus zu einem Stützpunkt für Fuhrleute, und es war bis 1756 die Londoner Abfahrtsstätte für James Pickford. Thomas Nashes Pamphlet Have with You to Saffron-Walden spielt darauf an: „Doch habe ich es natürlich gepflegt und umarmt in meinem Busen, sogar als ein Träger im Bosome’s Inn tut einen Käse unter seine Arme.“ „Yet have I naturally cherisht and hugt it in my bosome, even as a carrier at Bosome’s Inn doth a cheese under his arms“.
1835 hat ein alternder Gepäckträger des Gasthauses, John Neat, zum dritten Mal versucht, sich durch Aufhängen das Leben zu nehmen. Man brachte ihn nach Barts, wo er bei der Ankunft ziemlich tot aussah. Er wurde behandelt mit Senfpflaster, Weinbrand, einem Schluck Ammoniak mit Campher, Einreibungen über dem Herzen, Erwärmen der Füße, einem Aderlass von vier Pfund Blut und einem Terpentin-Einlauf. Nach ein paar Tagen dieser Behandlung, so sagte man, ging es ihm „viel besser“, obwohl er „noch etwas wahnsinnig“ wirkte.

## Spätere Geschichte
Die Stätte wurde im 19. Jahrhundert zu einer Paketabfertigung für die Great Eastern Railway und wurde dann im 20. Jahrhundert erneut in Blossom’s Inn umbenannt. Heute ist die Fläche des Blossom’s Inn vollständig mit einem Bürogebäude bebaut; 30 Gresham Street wurde 2002 bis 2003 von Land Securities errichtet und galt zu dem Zeitpunkt als „größte spekulative Bürobebauung der Hauptstadt“.

## Belege
1. ↑  Ordnance Survey map of London, 1916, 2nd revision. Digimap.
2. 1 2  Ben Weinreb, Christopher Hibbert, John Keay, Julia Keay: [[The London Encyclopaedia]]. 2. Auflage. Pan Macmillan, 2008, ISBN 978-1-4050-4924-5, S. 476 (englisch).
3. ↑  Thomas Pennant: Some Account of London. Vol. 2. J. Faulder, 1813, S. 552 (englisch).
4. ↑  Thorns and Thistles, and their Companions. In: Dublin University Magazine. 43. Jahrgang. W. Curry, Jun., and Company, 1854, S. 443 (englisch).
5. 1 2 3 4  Jacob Larwood, John Camden Hotten: The History of Signboards. Chatto and Windus, Piccadilly 1875, S. 297–298 (englisch).
6. ↑  St. Bartholomew’s Hospital. In: The Lancet. 24. Jahrgang, Nr. 628, 12. September 1835, S. 793–794, doi:10.1016/S0140-6736(02)98016-5 (englisch).
7. ↑  Multiple Ordnance Survey maps, Digimap.
8. ↑  „Buildings going up despite City glut“, Jenny Davey, The Times, 20. Oktober 2003, S. 25.
9. ↑  „Gamble on Gresham St.“ The Times, 22. Mai 2003, S. 35.